# Havlovice
Havlovice (en allemand : Haulowitz, précédemment : Hawlowitz) est une commune du district de Trutnov, dans la région de Hradec Králové, en Tchéquie. Sa population s'élevait à 991 habitants en 2020.

## Géographie
Havlovice est arrosée par l'Úpa et se trouve à 5 km à l'ouest-nord-ouest de Červený Kostelec, à 13 km au sud-est de Trutnov, à 35 km au nord-nord-est de Hradec Králové et à 123 km au nord-est de Prague.
La commune est limitée par Úpice au nord, par Rtyně v Podkrkonoší à l'est, par Červený Kostelec et Slatina nad Úpou au sud, et par Libňatov à l'ouest.

## Histoire
La première mention écrite de la localité date de 1516-1518.